# Campeonato Europeu de Futebol de 2000
O Campeonato Europeu de Futebol de 2000, mais referido como Euro 2000, foi a 11ª edição do Campeonato Europeu de seleções masculinas de futebol organizado pela UEFA.
Teve como anfitriões a Bélgica e os Países Baixos, responsabilidade esta que foi, pela primeira vez, partilhada por duas nações, decorrendo de 10 de junho a 2 de julho. A França, recente campeã do mundo, conseguiu também vencer o seu segundo Campeonato Europeu da história ao vencer, na final, a Itália por 2–1.
A Iugoslávia havia voltado da suspensão da UEFA por causa da guerra, porém, dividida em outros países, entre eles a Eslovênia, que disputou sua primeira Euro. Esta foi a última vez que a Iugoslávia disputou a Eurocopa – três anos depois, daria lugar à Sérvia e Montenegro, mas que se desintegraria em 2006 e que nunca disputaria Eurocopas.

## Eliminatórias
A fase de qualificação para o torneio decorreu durante todo 1998 e 1999. Quarenta e nove equipes foram divididas em nove grupos. O vencedor de cada grupo e os melhores segundos classificados foram automaticamente qualificados para a fase final do torneio. Os outros oito segundo classificados disputaram um play-off para mais quatro vagas. A Bélgica e Países Baixos ficaram automaticamente qualificados para o torneio como co-anfitriões.

### Equipas classificadas

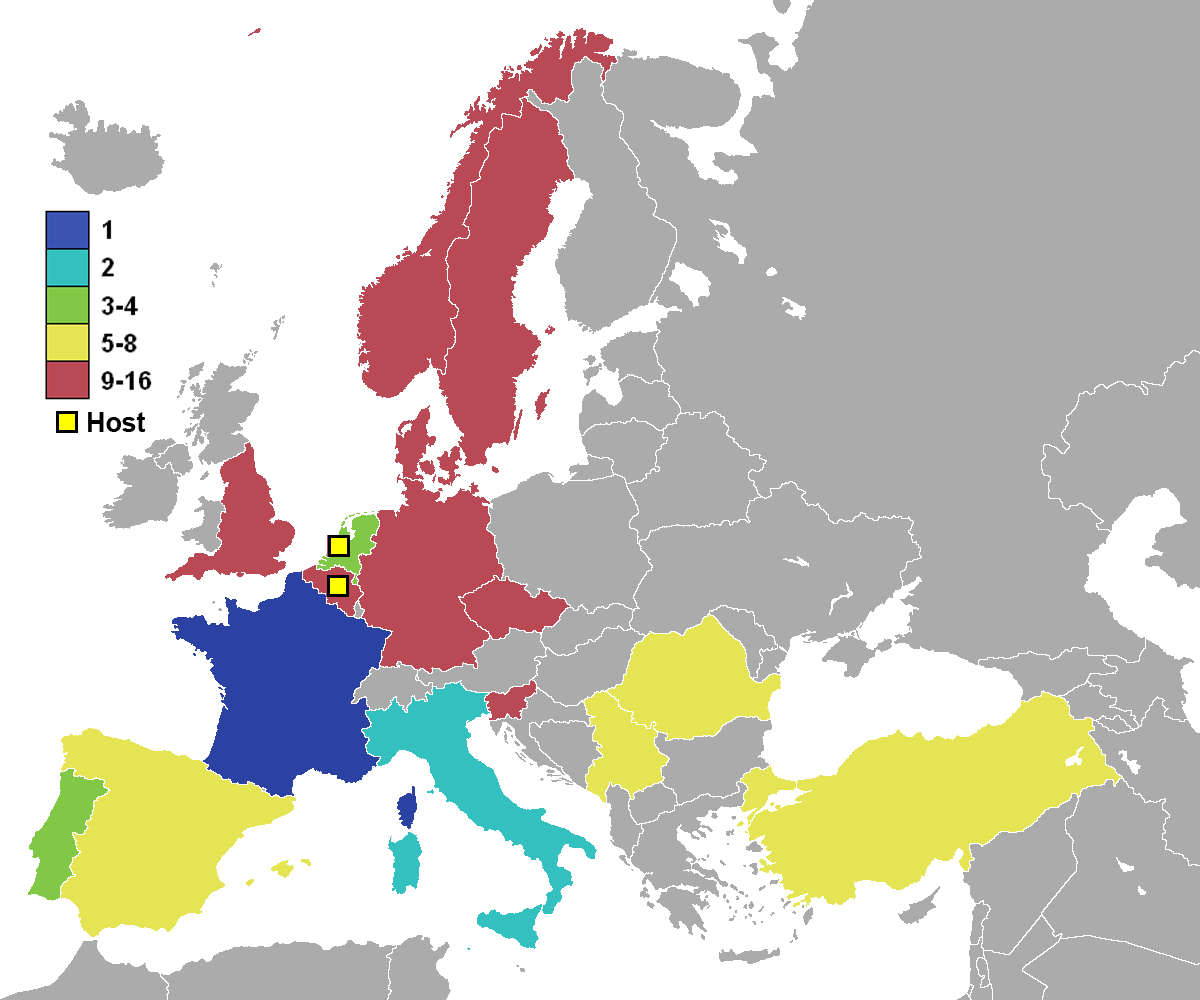
Euro 2000 — Participantes

Em negrito estão as edições em que a seleção foi campeã em itálico estão as edições em que a seleção foi anfitriã.
| País          | Método de qualificação | Data de qualificação   | Participações                                |
| ------------- | ---------------------- | ---------------------- | -------------------------------------------- |
| Bélgica       | Anfitriã               | 18 de janeiro de 1998  | 3 (1972, 1980, 1984)                         |
| Países Baixos | Anfitriã               | 18 de janeiro de 1998  | 5 (1976, 1980, 1988, 1992, 1996)             |
| Itália        | Grupo 1 (campeão)      | 9 de outubro de 1999   | 4 (1968, 1980, 1988, 1996)                   |
| Noruega       | Grupo 2 (campeão)      | 8 de setembro de 1999  | Estreante                                    |
| Alemanha      | Grupo 3 (campeão)      | 9 de outubro de 1999   | 7 (1972, 1976, 1980, 1984, 1988, 1992, 1996) |
| França        | Grupo 4 (campeão)      | 9 de outubro de 1999   | 4 (1960, 1984, 1992, 1996)                   |
| Suécia        | Grupo 5 (campeão)      | 8 de setembro de 1999  | 1 (1992)                                     |
| Espanha       | Grupo 6 (campeão)      | 8 de setembro de 1999  | 5 (1964, 1980, 1984, 1988, 1996)             |
| Romênia       | Grupo 7 (campeão)      | 9 de outubro de 1999   | 2 (1984, 1996)                               |
| Iugoslávia    | Grupo 8 (campeão)      | 9 de outubro de 1999   | 4 (1960, 1968, 1976, 1984)                   |
| Tchéquia[a]   | Grupo 9 (campeão)      | 9 de junho de 1999     | 4 (1960, 1976, 1980, 1996)                   |
| Portugal      | Melhor 2° colocado     | 9 de outubro de 1999   | 2 (1984,1996)                                |
| Dinamarca     | Repescagem             | 17 de novembro de 1999 | 5 (1964, 1984, 1988, 1992, 1996)             |
| Inglaterra    | Repescagem             | 17 de novembro de 1999 | 5 (1968, 1980, 1988, 1992, 1996)             |
| Eslovênia     | Repescagem             | 17 de novembro de 1999 | Estreante                                    |
| Turquia       | Repescagem             | 17 de novembro de 1999 | 1 (1996)                                     |

Notas
[a] ^ : A República Checa pelo período de 1960-92 competiu como Checoslováquia.

### Sorteio final
O sorteio final ocorreu em 12 de dezembro de 1999 em Gante.
| Pote 1                                         | Pote 2                                  | Pote 3                                    | Pote 4                                         |
| ---------------------------------------------- | --------------------------------------- | ----------------------------------------- | ---------------------------------------------- |
| - Alemanha - Bélgica - Espanha - Países Baixos | - Tchéquia - Noruega - Romênia - Suécia | - França - Itália - Portugal - Iugoslávia | - Dinamarca - Inglaterra - Eslovênia - Turquia |

## Identidade

### Slogan e música tema
O slogan da competição foi Football without frontiers (Futebol sem fronteiras). Campione 2000 por E-type foi o tema oficial do evento.

### Bola

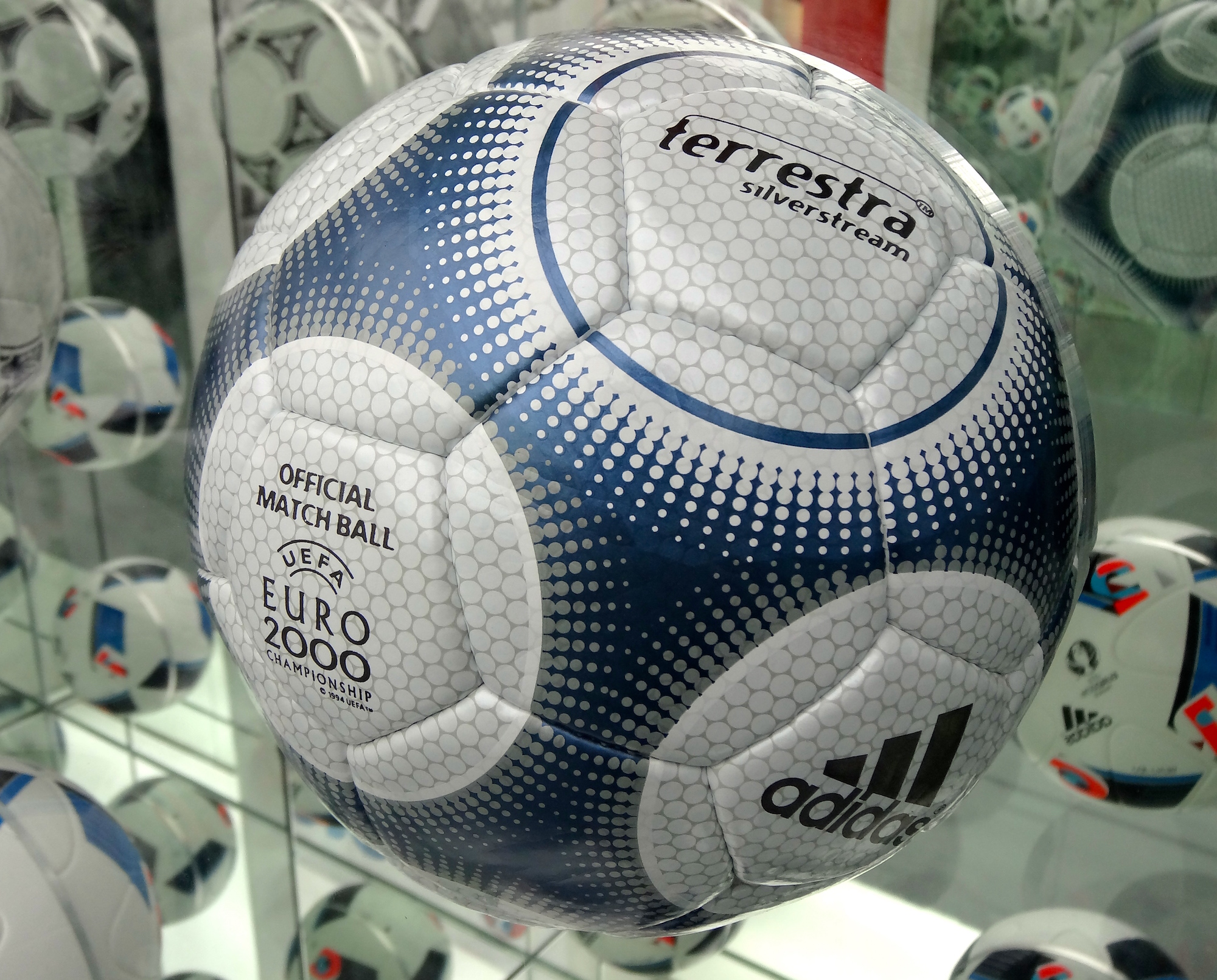
A bola usada no torneio.

A Adidas Terrestra Silverstream foi revelada como a bola oficial da competição em 13 de dezembro de 1999 no Constant Vanden Stock Stadium, a arena do Anderlecht por Alessandro Del Piero, Edwin van der Sar, Zinédine Zidane e Luc Nilis.

### Mascote

O Benelucky

O mascote oficial para o torneio foi Benelucky (um trocadilho com Benelux), chamado um diabo-leão com a cor do cabelo sendo uma combinação das cores da bandeira de ambos os países anfitriões. O leão é o emblema nacional de futebol da Holanda e um demônio é o emblema da Bélgica (a equipe sendo apelidada de "Diabos vermelhos").

## Árbitros
Em 15 de fevereiro de 2000, a UEFA nomeou 12 árbitros, 16 assistentes e 4 quarto árbitros.
| Árbitros                     | Assistentes             | Quarto árbitros    |
| ---------------------------- | ----------------------- | ------------------ |
| AUT Günter Benkö             | BLR Yury Dupanau        | NOR Terge Hauge    |
| ITA Pierluigi Collina        | GER Kurt Ertl           | SVK Ľuboš Micheľ   |
| SCO Hugh Dallas              | IRL Eddie Foley         | BEL Michel Piraux  |
| SWE Anders Frisk             | ROU Nicolae Grigorescu  | GRE Kyros Vassaras |
| ESP José María García-Aranda | TUR Turgay Güdü         |                    |
| NED Dick Jol                 | DEN Jens Larsen         |                    |
| SUI Urs Meier                | BUL Ivan Lekov          |                    |
| POR Vítor Melo Pereira       | SWE Leif Lindberg       |                    |
| GER Markus Merk              | ESP Carlos Martín Nieto |                    |
| DEN Kim Milton Nielsen       | NED Jaap Pool           |                    |
| ENG Graham Poll              | FRA Jacques Poudevigne  |                    |
| FRA Gilles Veissière         | ENG Philip Sharp        |                    |
| EGY Gamal Al-Ghandour        | SVK Igor Šramka         |                    |
|                              | BEL Roland Van Nylen    |                    |
|                              | MLT Emanuel Zammit      |                    |
|                              | ITA Sergio Zuccolini    |                    |
|                              | MLI Dramane Dante       |                    |

## Estádios
O campeonato foi disputado em 8 cidades diferentes: 4 nos Países Baixos e 4 na Bélgica.
| \| Roterdão Amesterdão Eindhoven Arnhem Bruges Bruxelas Liège Charleroi \| | \| Roterdão Amesterdão Eindhoven Arnhem Bruges Bruxelas Liège Charleroi \| | Roterdão            | Amesterdão                 |
| \| Roterdão Amesterdão Eindhoven Arnhem Bruges Bruxelas Liège Charleroi \| | \| Roterdão Amesterdão Eindhoven Arnhem Bruges Bruxelas Liège Charleroi \| | Feijenoord Stadion  | Amsterdam Arena            |
| \| Roterdão Amesterdão Eindhoven Arnhem Bruges Bruxelas Liège Charleroi \| | \| Roterdão Amesterdão Eindhoven Arnhem Bruges Bruxelas Liège Charleroi \| | Capacidade: 51.000  | Capacidade: 52.000         |
| \| Roterdão Amesterdão Eindhoven Arnhem Bruges Bruxelas Liège Charleroi \| | \| Roterdão Amesterdão Eindhoven Arnhem Bruges Bruxelas Liège Charleroi \| |                     |                            |
| \| Roterdão Amesterdão Eindhoven Arnhem Bruges Bruxelas Liège Charleroi \| | \| Roterdão Amesterdão Eindhoven Arnhem Bruges Bruxelas Liège Charleroi \| | Eindhoven           | Arnhem                     |
| \| Roterdão Amesterdão Eindhoven Arnhem Bruges Bruxelas Liège Charleroi \| | \| Roterdão Amesterdão Eindhoven Arnhem Bruges Bruxelas Liège Charleroi \| | Philips Stadion     | GelreDome                  |
| \| Roterdão Amesterdão Eindhoven Arnhem Bruges Bruxelas Liège Charleroi \| | \| Roterdão Amesterdão Eindhoven Arnhem Bruges Bruxelas Liège Charleroi \| | Capacidade: 33.500  | Capacidade: 30.082         |
| \| Roterdão Amesterdão Eindhoven Arnhem Bruges Bruxelas Liège Charleroi \| | \| Roterdão Amesterdão Eindhoven Arnhem Bruges Bruxelas Liège Charleroi \| |                     |                            |
| Bruxelas                                                                   | Bruges                                                                     | Liége               | Charleroi                  |
| Koning Boudewijnstadion                                                    | Jan Breydelstadion                                                         | Estádio de Sclessin | Stade du Pays de Charleroi |
| Capacidade: 50.000                                                         | Capacidade: 30.000                                                         | Capacidade: 30.000  | Capacidade: 30.000         |
|                                                                            |                                                                            |                     |                            |
| Roterdão Amesterdão Eindhoven Arnhem Bruges Bruxelas Liège Charleroi       |                                                                            |                     |                            |

## Transmissão

### Em Portugal
Em Portugal o torneio foi emitido pela RTP.

### No Brasil
No Brasil o torneio foi todo transmitido pelo canal SporTV.[carece de fontes?]

## Fase de grupos

### Grupo A
| Pos | Equipe     | Pts | J | V | E | D | GP | GC | SG | Classificado          |
| --- | ---------- | --- | - | - | - | - | -- | -- | -- | --------------------- |
| 1   | Portugal   | 9   | 3 | 3 | 0 | 0 | 7  | 2  | +5 | Equipes classificadas |
| 2   | Romênia    | 4   | 3 | 1 | 1 | 1 | 4  | 4  | 0  | Equipes classificadas |
| 3   | Inglaterra | 3   | 3 | 1 | 0 | 2 | 5  | 6  | −1 | Eliminado             |
| 4   | Alemanha   | 1   | 3 | 0 | 1 | 2 | 1  | 5  | −4 | Eliminado             |

| 12 de junho | Alemanha   | 1 – 1 | Romênia     | Estádio de Sclessin, Liège                      |
| 18:00       | Scholl 28' |       | Moldovan 5' | Público: 25 000 Árbitro: DEN Kim Milton Nielsen |

| 12 de junho | Portugal                                 | 3 – 2 | Inglaterra                 | Philips Stadion, Eindhoven                |
| 20:45       | Figo 22' · J. Pinto 37' · Nuno Gomes 59' |       | Scholes 3' · McManaman 18' | Público: 33 000 Árbitro: SWE Anders Frisk |

| 17 de junho | Romênia | 0 – 1     | Portugal       | GelreDome, Arnhem                             |
| 18:00       |         | Relatório | Costinha 90+4' | Público: 18 000 Árbitro: FRA Gilles Veissière |

| 17 de junho | Inglaterra  | 1 – 0     | Alemanha | Stade du Pays de Charleroi, Charleroi          |
| 20:45       | Shearer 53' | Relatório |          | Público: 30 000 Árbitro: ITA Pierluigi Collina |

| 20 de junho | Inglaterra                   | 2 – 3     | Romênia                                    | Stade du Pays de Charleroi, Charleroi  |
| 20:45       | Shearer 41' (pen) · Owen 45' | Relatório | Chivu 22' · Munteanu 48' · Ganea 89' (pen) | Público: 30 000 Árbitro: SUI Urs Meier |

| 20 de junho | Portugal                | 3 – 0     | Alemanha | Feijenoord Stadion, Roterdão          |
| 20:45       | Conceição 35', 54', 71' | Relatório |          | Público: 44 000 Árbitro: NED Dick Jol |

### Grupo B
| Pos | Equipe      | Pts | J | V | E | D | GP | GC | SG | Classificado          |
| --- | ----------- | --- | - | - | - | - | -- | -- | -- | --------------------- |
| 1   | Itália      | 9   | 3 | 3 | 0 | 0 | 6  | 2  | +4 | Equipes classificadas |
| 2   | Turquia     | 4   | 3 | 1 | 1 | 1 | 3  | 2  | +1 | Equipes classificadas |
| 3   | Bélgica (H) | 3   | 3 | 1 | 0 | 2 | 2  | 5  | −3 | Eliminado             |
| 4   | Suécia      | 1   | 3 | 0 | 1 | 2 | 2  | 4  | −2 | Eliminado             |

| 10 de junho | Bélgica                  | 2 – 1     | Suécia      | Koning Boudewijnstadion, Bruxelas        |
| 20:45       | Goor 43' · É. Mpenza 46' | Relatório | Mjällby 53' | Público: 50 000 Árbitro: GER Markus Merk |

| 11 de junho | Turquia  | 1 – 2     | Itália                        | GelreDome, Arnhem                        |
| 14:30       | Okan 62' | Relatório | Conte 52' · Inzaghi 70' (pen) | Público: 25 000 Árbitro: SCO Hugh Dallas |

| 14 de junho | Itália               | 2 – 0     | Bélgica | Koning Boudewijnstadion, Bruxelas               |
| 20:45       | Totti 6' · Fiore 66' | Relatório |         | Público: 46 000 Árbitro: ESP José Garcia Aranda |

| 15 de junho | Suécia | 0 – 0     | Turquia | Philips Stadion, Eindhoven            |
| 20:45       |        | Relatório |         | Público: 24 500 Árbitro: NED Dick Jol |

| 19 de junho | Turquia           | 2 – 0     | Bélgica | Koning Boudewijnstadion, Bruxelas               |
| 20:45       | Hakan Ş. 45', 70' | Relatório |         | Público: 48 000 Árbitro: DEN Kim Milton Nielsen |

| 19 de junho | Itália                        | 2 – 1     | Suécia      | Philips Stadion, Eindhoven                      |
| 20:45       | Di Biagio 39' · Del Piero 88' | Relatório | Larsson 77' | Público: 25 000 Árbitro: POR Vítor Melo Pereira |

### Grupo C
| Pos | Equipe     | Pts | J | V | E | D | GP | GC | SG | Classificado          |
| --- | ---------- | --- | - | - | - | - | -- | -- | -- | --------------------- |
| 1   | Espanha    | 6   | 3 | 2 | 0 | 1 | 6  | 5  | +1 | Equipes classificadas |
| 2   | Iugoslávia | 4   | 3 | 1 | 1 | 1 | 7  | 7  | 0  | Equipes classificadas |
| 3   | Noruega    | 4   | 3 | 1 | 1 | 1 | 1  | 1  | 0  | Eliminado             |
| 4   | Eslovênia  | 2   | 3 | 0 | 2 | 1 | 4  | 5  | −1 | Eliminado             |

1. 1 2  Resultado confronto direto: Noruega 0–1 FR Iugoslávia.

| 13 de junho | Espanha | 0 – 1     | Noruega     | Feijenoord Stadion, Roterdão                   |
| 18:00       |         | Relatório | Iversen 65' | Público: 45 000 Árbitro: EGY Gamal Al-Ghandour |

| 13 de junho | Iugoslávia                        | 3 – 3     | Eslovênia                     | Stade du Pays de Charleroi, Charleroi           |
| 20:45       | Milošević 67', 73' · Drulović 70' | Relatório | Zahovič 23', 57' · Pavlin 52' | Público: 15 000 Árbitro: POR Vítor Melo Pereira |

| 18 de junho | Eslovênia   | 1 – 2     | Espanha                  | Amsterdam ArenA, Amesterdão              |
| 18:00       | Zahovič 59' | Relatório | Raúl 4' · Etxeberria 60' | Público: 45 000 Árbitro: GER Markus Merk |

| 18 de junho | Noruega | 0 – 1     | Iugoslávia   | Estádio de Sclessin, Liège               |
| 20:45       |         | Relatório | Milošević 8' | Público: 24 000 Árbitro: SCO Hugh Dallas |

| 21 de junho | Iugoslávia                                       | 3 – 4     | Espanha                                              | Jan Breydel Stadion, Bruges                   |
| 18:00       | Milošević 30' · Govedarica 50' · Komljenović 75' | Relatório | Alfonso 38', 90+' · Munitis 51' · Mendieta 90' (pen) | Público: 22 000 Árbitro: FRA Gilles Veissière |

| 21 de junho | Eslovênia | 0 – 0     | Noruega | GelreDome, Arnhem                        |
| 18:00       |           | Relatório |         | Público: 22 000 Árbitro: ENG Graham Poll |

### Grupo D
| Pos | Equipe            | Pts | J | V | E | D | GP | GC | SG | Classificado          |
| --- | ----------------- | --- | - | - | - | - | -- | -- | -- | --------------------- |
| 1   | Países Baixos (H) | 9   | 3 | 3 | 0 | 0 | 7  | 2  | +5 | Equipes classificadas |
| 2   | França            | 6   | 3 | 2 | 0 | 1 | 7  | 4  | +3 | Equipes classificadas |
| 3   | Tchéquia          | 3   | 3 | 1 | 0 | 2 | 3  | 3  | 0  | Eliminado             |
| 4   | Dinamarca         | 0   | 3 | 0 | 0 | 3 | 0  | 8  | −8 | Eliminado             |

| 11 de junho | França                              | 3 – 0     | Dinamarca | Jan Breydel Stadion, Bruges               |
| 18:00       | Blanc 16' · Henry 64' · Wiltord 90' | Relatório |           | Público: 29 000 Árbitro: AUT Günter Benkö |

| 11 de junho | Países Baixos        | 1 – 0     | Tchéquia | Amsterdam ArenA, Amesterdão                    |
| 20:45       | F. de Boer 89' (pen) | Relatório |          | Público: 50 000 Árbitro: ITA Pierluigi Collina |

| 16 de junho | Tchéquia           | 1 – 2     | França                   | Jan Breydel Stadion, Bruges              |
| 18:00       | Poborský 35' (pen) | Relatório | Henry 7' · Djorkaeff 60' | Público: 25 000 Árbitro: ENG Graham Poll |

| 16 de junho | Dinamarca | 0 – 3     | Países Baixos                              | Feijenoord Stadion, Roterdão           |
| 20:45       |           | Relatório | Kluivert 57' · R. de Boer 66' · Zenden 77' | Público: 50 000 Árbitro: SUI Urs Meier |

| 21 de junho | Dinamarca | 0 – 2     | Tchéquia        | Estádio de Sclessin, Liège                     |
| 20:45       |           | Relatório | Šmicer 64', 67' | Público: 25 000 Árbitro: EGY Gamal Al-Ghandour |

| 21 de junho | França                     | 2 – 3     | Países Baixos                              | Amsterdam ArenA, Amesterdão               |
| 20:45       | Dugarry 8' · Trezeguet 31' | Relatório | Kluivert 14' · F. de Boer 51' · Zenden 59' | Público: 50 000 Árbitro: SWE Anders Frisk |

## Fase final
|  | Quartas de final         | Quartas de final         |                        |       | Semifinais | Semifinais |  |  | Final | Final |
|  |                          |                          |                        |       |            |            |  |  |       |       |
|  | 24 de junho – Amesterdão |                          |                        |       |            |            |  |  |       |       |
|  |                          |                          |                        |       |            |            |  |  |       |       |
|  | Portugal                 | 2                        |                        |       |            |            |  |  |       |       |
|  | Portugal                 | 2                        | 28 de junho – Bruxelas |       |            |            |  |  |       |       |
|  | Turquia                  | 0                        |                        |       |            |            |  |  |       |       |
|  | Turquia                  | 0                        | Portugal               | 1     |            |            |  |  |       |       |
|  | 25 de junho – Bruges     |                          | Portugal               | 1     |            |            |  |  |       |       |
|  |                          | França (pro)             | 2                      |       |            |            |  |  |       |       |
|  | Espanha                  | França (pro)             | 2                      | 1     |            |            |  |  |       |       |
|  | Espanha                  |                          | 2 de julho – Roterdão  | 1     |            |            |  |  |       |       |
|  | França                   | 2                        |                        |       |            |            |  |  |       |       |
|  | França                   | 2                        | França (pro)           | 2     |            |            |  |  |       |       |
|  | 24 de junho – Bruxelas   |                          | França (pro)           | 2     |            |            |  |  |       |       |
|  |                          | Itália                   | 1                      |       |            |            |  |  |       |       |
|  | Itália                   | Itália                   | 1                      | 2     |            |            |  |  |       |       |
|  | Itália                   | 29 de junho – Amesterdão |                        | 2     |            |            |  |  |       |       |
|  | Romênia                  | 0                        |                        |       |            |            |  |  |       |       |
|  | Romênia                  | 0                        | Itália (pen)           | 0 (3) |            |            |  |  |       |       |
|  | 25 de junho – Roterdão   |                          | Itália (pen)           | 0 (3) |            |            |  |  |       |       |
|  |                          | Países Baixos            | 0 (1)                  |       |            |            |  |  |       |       |
|  | Países Baixos            | Países Baixos            | 0 (1)                  | 6     |            |            |  |  |       |       |
|  | Países Baixos            |                          |                        | 6     |            |            |  |  |       |       |
|  | Iugoslávia               | 1                        |                        |       |            |            |  |  |       |       |
|  | Iugoslávia               | 1                        |                        |       |            |            |  |  |       |       |

### Quartas de final
| 24 de junho | Portugal            | 2 – 0     | Turquia | Amsterdam ArenA, Amesterdão           |
| 18:00       | Nuno Gomes 44', 56' | Relatório |         | Público: 45 000 Árbitro: NED Dick Jol |

| 24 de junho | Itália                  | 2 – 0     | Romênia | Koning Boudewijnstadion, Bruxelas               |
| 20:45       | Totti 33' · Inzaghi 43' | Relatório |         | Público: 42 500 Árbitro: POR Vítor Melo Pereira |

| 25 de junho | Países Baixos                                                      | 6 – 1     | Iugoslávia    | Feijenoord Stadion, Roterdão                    |
| 18:00       | Kluivert 24', 38', 54' · Govedarica 51' (g.c.) · Overmars 78', 90' | Relatório | Milošević 90' | Público: 50 000 Árbitro: ESP José Garcia Aranda |

| 25 de junho | Espanha            | 1 – 2     | França                     | Jan Breydel Stadion, Bruges                    |
| 20:45       | Mendieta 38' (pen) | Relatório | Zidane 32' · Djorkaeff 44' | Público: 30 000 Árbitro: ITA Pierluigi Collina |

### Semifinais
| 28 de junho | Portugal       | 1 – 2 (pro) | França                        | Koning Boudewijnstadion, Bruxelas         |
| 20:45       | Nuno Gomes 19' | Relatório   | Henry 51' · Zidane 117' (pen) | Público: 50 000 Árbitro: AUT Günter Benkö |

| 29 de junho | Itália | 0 – 0 (pro) | Países Baixos | Amsterdam ArenA, Amesterdão              |
| 18:00       |        | Relatório   |               | Público: 50 000 Árbitro: GER Markus Merk |

|                                  |       | Penalidades                      |  |
| Di Biagio Pessotto Totti Maldini | 3 – 1 | F. de Boer Stam Kluivert Bosvelt |  |

### Final
| 2 de julho | França                         | 2 – 1 (pro) | Itália         | Estádio De Kuip, Roterdão                 |
| 20:00      | Wiltord 90+4' · Trézéguet 103' | Relatório   | Delvecchio 55' | Público: 48 200 Árbitro: SWE Anders Frisk |

## Premiação
| Campeonato Europeu de Futebol de 2000 |
| França                                |
| ------------------------------------- |
| FRANÇA Campeão (2º título)            |

### Equipe do torneio
De acordo com a UEFA, os melhores jogadores do Euro 2000 foram:
| Guarda Redes                   | Defensores                                                                                               | Meias                                                                                              | Atacantes                                                                     |
| ------------------------------ | --- | -------------------------------------------------------------------------------------------------- | ----------------------------------------------------------------------------- |
| Fabien Barthez Francesco Toldo | Laurent Blanc Lilian Thuram Marcel Desailly Fabio Cannavaro Paolo Maldini Alessandro Nesta Frank de Boer | Demetrio Albertini Patrick Vieira Josep Guardiola Rui Costa Edgar Davids Luís Figo Zinedine Zidane | Thierry Henry Savo Milošević Raúl Patrick Kluivert Nuno Gomes Francesco Totti |

## Artilharia
5 gols (2)
- NED Patrick Kluivert
- YUG Savo Milošević

4 gols (1)
- POR Nuno Gomes

3 gols (3)
- FRA Thierry Henry
- POR Sérgio Conceição
- SVN Zlatko Zahovič

2 gols (14)
- CZE Vladimír Šmicer
- ENG Alan Shearer
- FRA Youri Djorkaeff
- FRA David Trézéguet
- FRA Sylvain Wiltord
- FRA Zinedine Zidane
- ITA Filippo Inzaghi
- ITA Francesco Totti
- NED Frank de Boer
- NED Marc Overmars
- NED Boudewijn Zenden
- ESP Gaizka Mendieta
- ESP Alfonso Pérez
- TUR Hakan Şükür

1 gol (33)
- BEL Bart Goor
- BEL Émile Mpenza
- CZE Karel Poborský
- ENG Steve McManaman
- ENG Michael Owen
- ENG Paul Scholes
- FRA Laurent Blanc
- FRA Christophe Dugarry
- GER Mehmet Scholl
- ITA Antonio Conte
- ITA Alessandro Del Piero
- ITA Marco Delvecchio
- ITA Luigi Di Biagio
- ITA Stefano Fiore
- NED Ronald de Boer
- NOR Steffen Iversen
- POR Costinha
- POR Luís Figo
- POR Joao Pinto
- ROU Cristian Chivu
- ROU Ionel Ganea
- ROU Viorel Moldovan
- ROU Dorinel Munteanu
- SVN Miran Pavlin
- ESP Joseba Etxeberria
- ESP Pedro Munitis
- ESP Raúl
- SWE Henrik Larsson
- SWE Johan Mjällby
- TUR Okan Buruk
- YUG Ljubinko Drulović
- YUG Dejan Govedarica
- YUG Slobodan Komljenović

Gols contra (1)
- YUG Dejan Govedarica (a favor dos Países Baixos)

## Classificação final
| Pos.                            | Seleção       | Gr | Pts | J | V | E | D | GP | GC | SG  |
| ------------------------------- | ------------- | -- | --- | - | - | - | - | -- | -- | --- |
| Final                           |               |    |     |   |   |   |   |    |    |     |
| 1                               | França        | D  | 15  | 6 | 5 | 0 | 1 | 13 | 7  | +6  |
| 2                               | Itália        | B  | 13  | 6 | 4 | 1 | 1 | 9  | 4  | +5  |
| Eliminados nas semifinais       |               |    |     |   |   |   |   |    |    |     |
| 3                               | Países Baixos | D  | 13  | 5 | 4 | 1 | 0 | 13 | 3  | +10 |
| 4                               | Portugal      | A  | 12  | 5 | 4 | 0 | 1 | 10 | 4  | +6  |
| Eliminados nos quartos de final |               |    |     |   |   |   |   |    |    |     |
| 5                               | Espanha       | C  | 6   | 4 | 2 | 0 | 2 | 7  | 7  | 0   |
| 6                               | Turquia       | B  | 4   | 4 | 1 | 1 | 2 | 3  | 4  | –1  |
| 7                               | Romênia       | A  | 4   | 4 | 1 | 1 | 2 | 4  | 6  | –2  |
| 8                               | Iugoslávia    | C  | 4   | 4 | 1 | 1 | 2 | 8  | 13 | –5  |
| Eliminados na fase de grupos    |               |    |     |   |   |   |   |    |    |     |
| 9                               | Noruega       | C  | 4   | 3 | 1 | 1 | 1 | 1  | 1  | 0   |
| 10                              | Tchéquia      | D  | 3   | 3 | 1 | 0 | 2 | 3  | 3  | 0   |
| 11                              | Inglaterra    | A  | 3   | 3 | 1 | 0 | 2 | 5  | 6  | –1  |
| 12                              | Bélgica       | B  | 3   | 3 | 1 | 0 | 2 | 2  | 5  | –3  |
| 13                              | Eslovênia     | C  | 2   | 3 | 0 | 2 | 1 | 4  | 5  | –1  |
| 14                              | Suécia        | B  | 1   | 3 | 0 | 1 | 2 | 2  | 4  | –2  |
| 15                              | Alemanha      | A  | 1   | 3 | 0 | 1 | 2 | 1  | 5  | –4  |
| 16                              | Dinamarca     | D  | 0   | 3 | 0 | 0 | 3 | 0  | 8  | –8  |